# John Child
John Child, död 1690, var en anglo-indisk kolonialpolitiker.
Child kom redan som barn till Indien och blev 1680 kompaniets agent (1681 president) i dess dåvarande huvudort Surat. År 1682 blev han dessutom guvernör i Bombay och utnämndes 1684 till general och amiral över alla kompaniets stridskrafter; 1685 följde utnämningen till baronet. I verkligheten var Childs (från 1686) Indiens förste engelske generalguvernör, ehuru han kanske ej bar denna titel; Englands makt i Indien vilade på hans och hans samtida namnes (men troligen ej släktings), sir Josiah Childs skuldror. Bägge insåg de behovet av dyrbara fästningsanläggningar som skydd under den förvirring, som mogulväldets sönderfallande skulle medföra, och de genomdrev Bombays befästande (1684) samt förflyttningen av kompaniets högkvarter till denna stad. Emellertid framdrevs härigenom ett krig med moguldynastien (1689), och detta krig slutade med en för kompaniet skymflig fred, vari bland annat Childs avlägsnande ingick som villkor. Innan detta hunnit verkställas, dog han emellertid.